# Николай Николов (сценарист)
Николай Русев Николов е български сценарист, поет и писател (автор на произведения в жанра криминален роман).

## Биография и творчество
Николай Николов е роден на 5 април 1988 г. в Хасково. Зъвършва през 2007 г. средно образование в Музикално-художествената гимназия „Васил Левски“ в Димитровград. В периода октомври 2007-януари 2013 г. служи в Българската армия. След като напуска армията в началото 2017 г. работи като сценарист за „Dimetrios Pictures“. Участва в администрирането на различни сайтове. От 2017 г. работи в „TeleTech Europe“ в Пловдив.
През 2012 г. пише сценария за любителския младежки филм „Нежни куршуми“, който се снима с минимален бюджет от дарения, и е с участието на Христо Мутафчиев и режисьор Димитър Колев.
През 2013 г. е издадена първата му книга по сценария на филма.

## Произведения

### Самостоятелни романи
- Нежни куршуми (2013) – изд.: „Сиела“

### Екранизации
- 2014 Нежни куршуми – сценарий